# Мишел Роже
Мишел Роже (фр. Michel Roger; Поатје, 9. март 1949) био је државни министар Кнежевине Монако од марта 2010. до децембра 2015. Независни је политичар.

## Биографија
Дипломирао је и докторирао у области грађанског права.
Од 1970. до 1973. године радио је као адвокат. Затим је био саветник министра планирања и предавао је на Универзитету у Поатјеу.
- Од 1986 — генерални инспектор националног образовања у области економије и социјалних наука.
- 1987 — 1988 — директор канцеларије министра националног образовања Француске.
- 1992 — 1998 — саветник председника Сената Француске.
- 2002 — 2005 — саветник за питања младих, националног образовања и научног истраживања у влади Жан-Пјера Рафарена.
- 3. марта 2010. је постављен за државног министра Монака а 29. марта је ступио на дужност.